# Rederiaktiebolaget Eckerö

«Rederiaktiebolaget Eckerö» — фінська холдингова компанія з міста Марієгамн на Аландських островах, заснована 2 березня 1961 року, яка об'єднує декілька дочірніх компаній, що займаються перевезеннями:
- «Birka Cruises» — компанія, яка здійснювала круїзи Балтійським морем із Стокгольму, Швеція. Зупинила роботу в 2020 році, а її єдине судно, MS «Birka Paradise», виставлене на продаж.
- «Eckerö Line» — компанія, яка здійснює поромні перевезення між містами Гельсінкі у Фінляндії та Таллінном в Естонії. Використовує судна MS «Finlandia» та MS «Finbo Cargo».
- «Eckerö Linjen» — компанія, яка здійснює поромні перевезення між містечком Екере на Аландських островах у Фінляндії та містечком Грисслегамн в лені Стокгольм на материковій Швеції. Єдиним судном наразі є MS «Eckerö».
- «Eckerö Shipping» — компанія, яка здійснює вантажні перевезення між Фінляндією та Швецією. Використовує судна MS «Shipper» та MS «Exporter».
- «Williams Buss» — компанія, яка займається автобусними перевезеннями на Аландських островах.

Суднобудівна верф «Algots varv» в Марієгамні також належала до холдингу до 2008 року, коли її ліквідували та продали. Холдингу належить 29 % акцій спортивного залу «Eckeröhallen» в Екере.
За 2018 рік «Eckerö Line» та «Eckerö Linjen» разом перевезли 3,4 мільйона пасажирів.

## Галерея

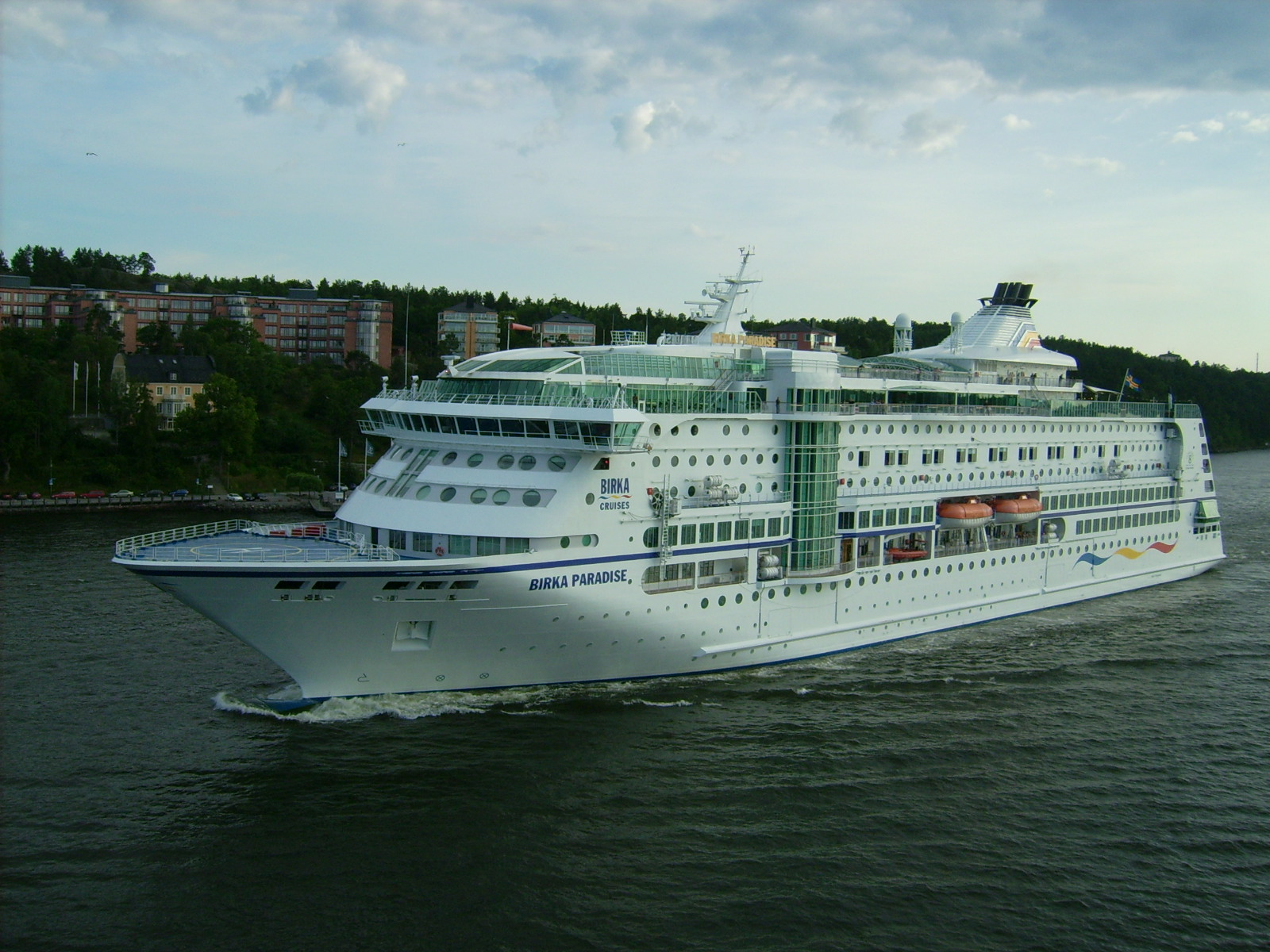
MS «Birka Paradise»
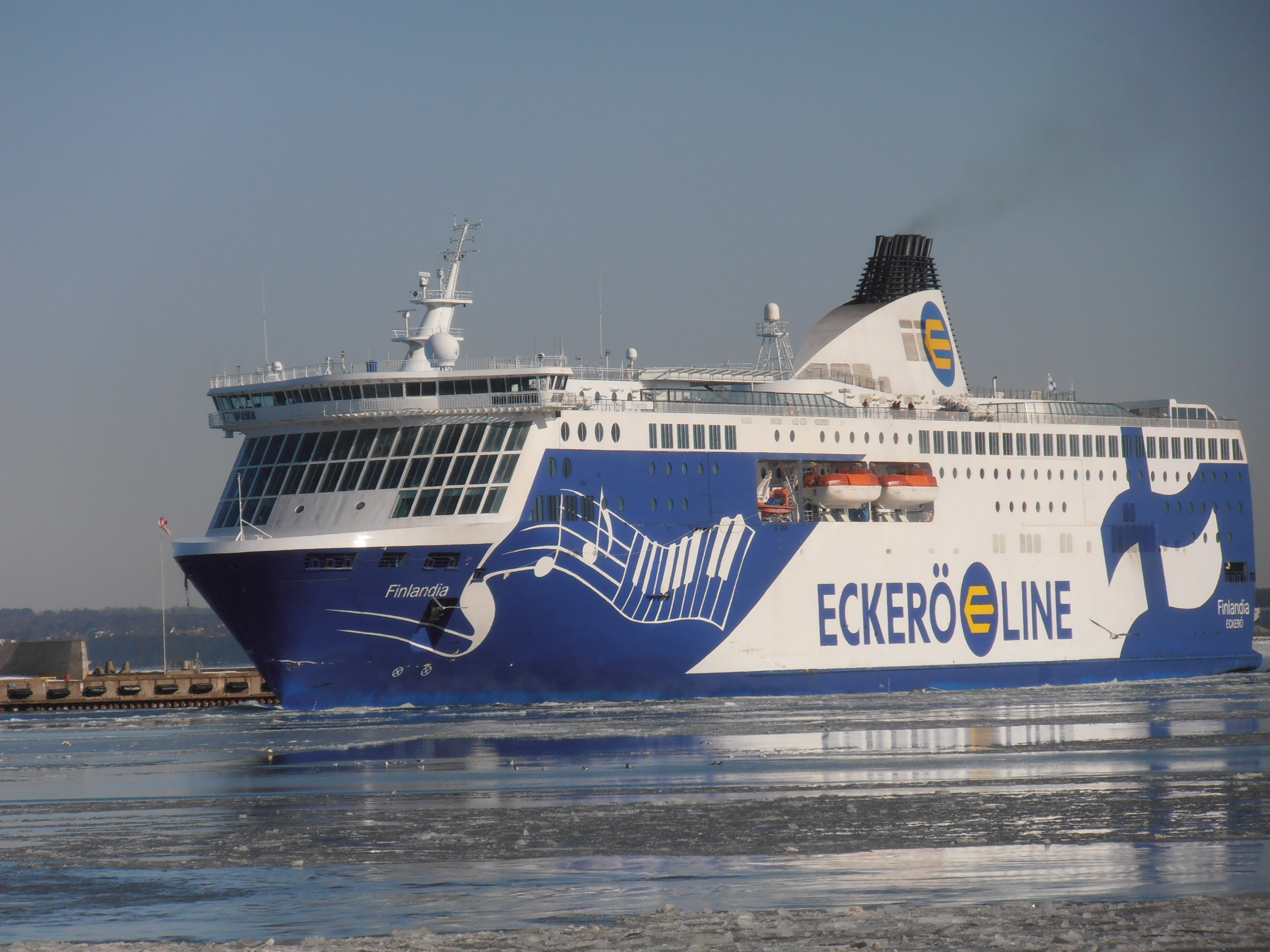
MS «Finlandia»
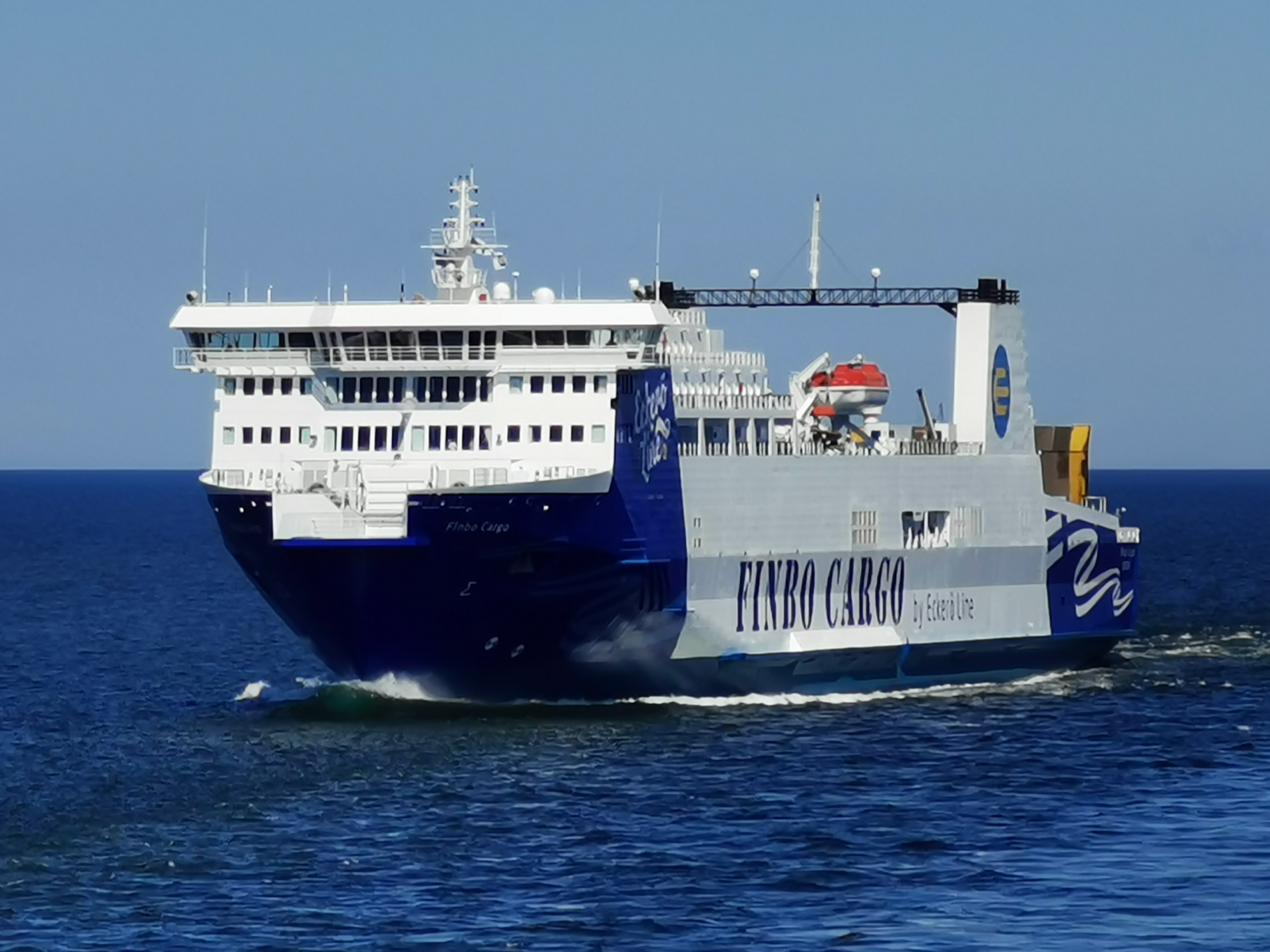
MS «Finbo Cargo»
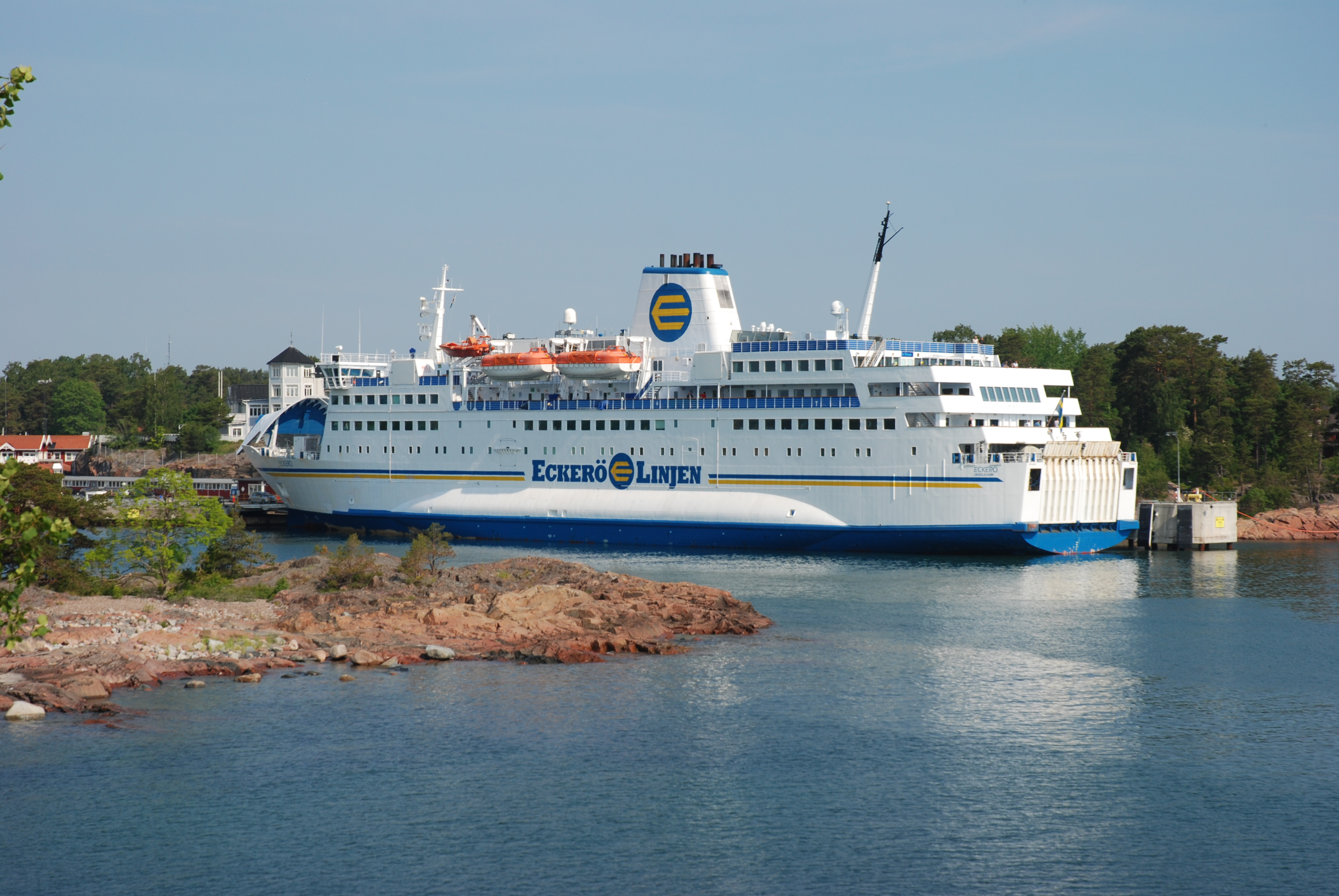
MS «Eckerö»
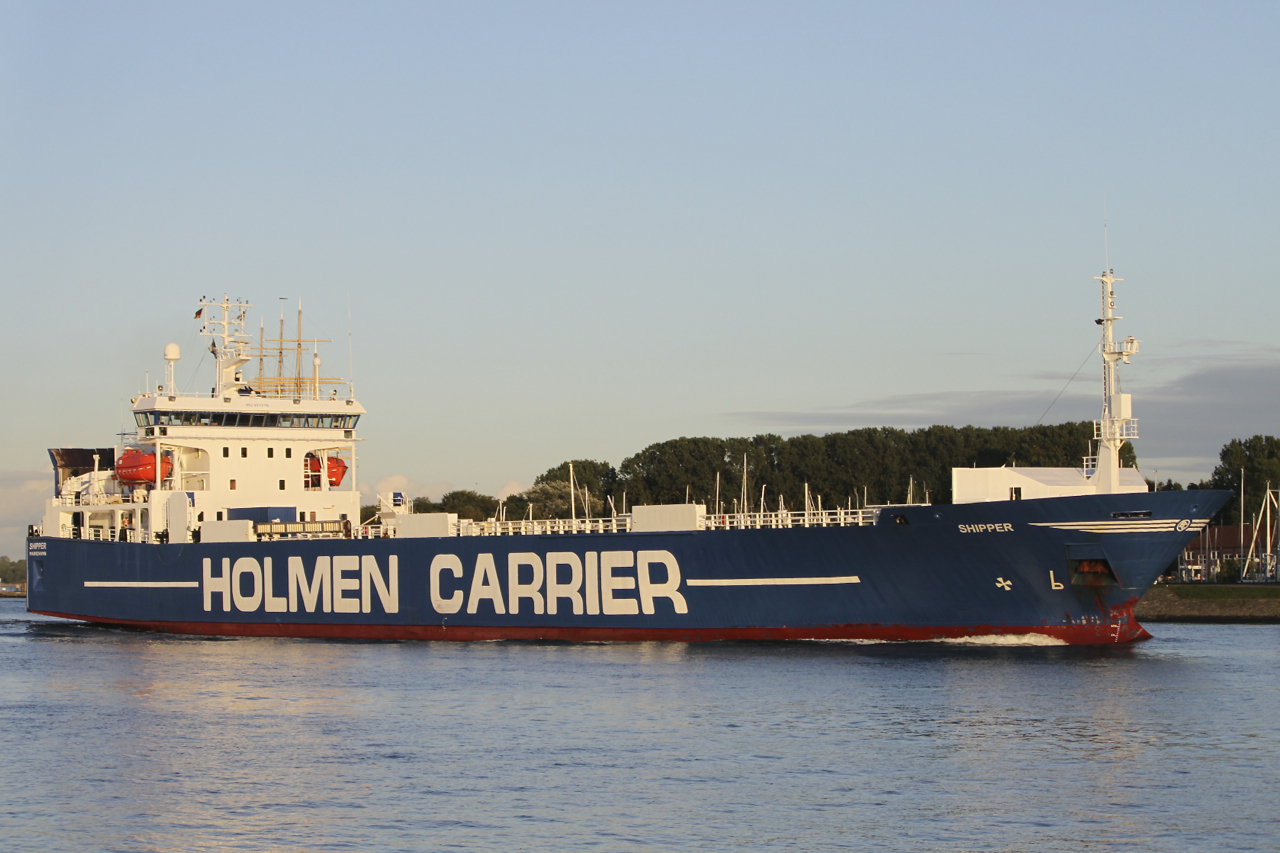
MS «Shipper»
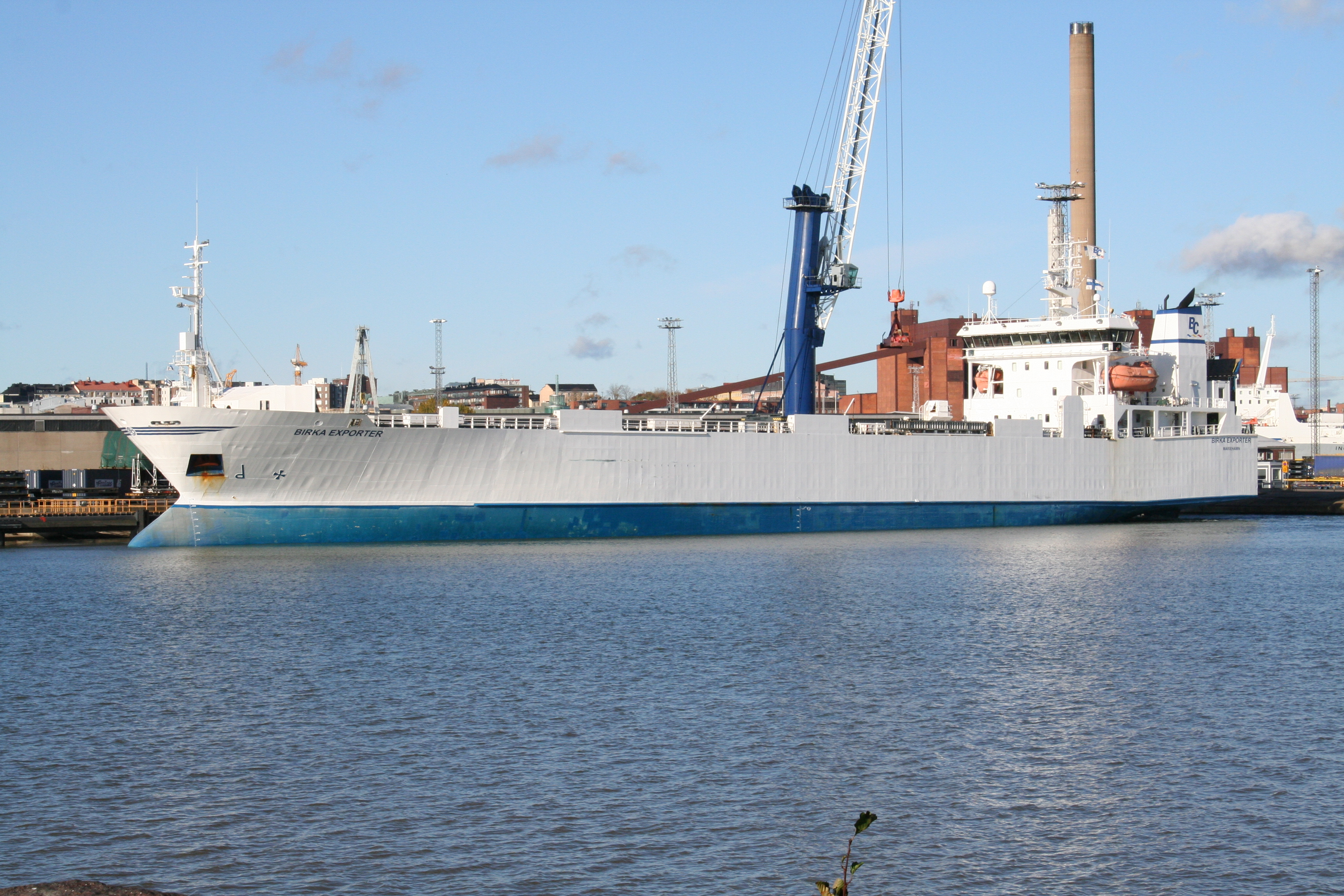
MS «Exporter»